# Bathykermadeca turnerae
Bathykermadeca turnerae är en ringmaskart som beskrevs av Pettibone 1985. Bathykermadeca turnerae ingår i släktet Bathykermadeca och familjen Polynoidae. Inga underarter finns listade i Catalogue of Life.